# Lewis (rivière du Wyoming)
Pour les articles homonymes, voir Lewis.
La rivière Lewis (en anglais : Lewis River) est une rivière de 29 km de longueur, affluent de la rivière Snake. L'ensemble du cours de la rivière est situé dans les limites du parc national de Yellowstone au Wyoming, aux États-Unis. La rivière doit son nom à Meriwether Lewis, commandant de l'expédition Lewis et Clark. 
La rivière Lewis a des rapides franchissant sur 8,80 mètres les cascades de Lewis Falls, la plus célèbre parmi les nombreuses cascades et rapides sur cette rivière courte mais pittoresque. Elle passe par le lac Lewis.

On trouve des truites fardées brunes, arc-en-ciel et des truites fardées de Yellowstone dans la rivière. 

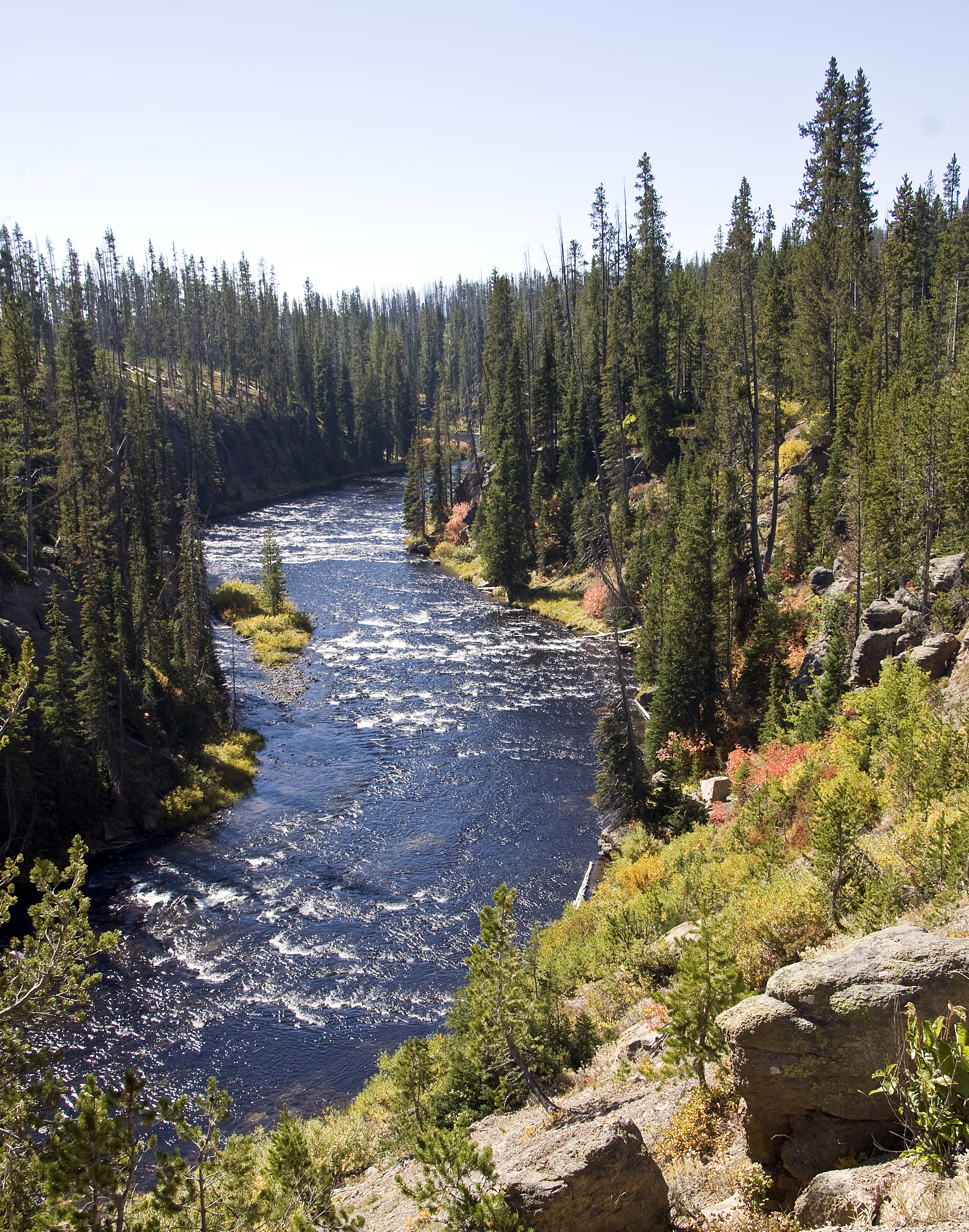
Rivière Lewis.
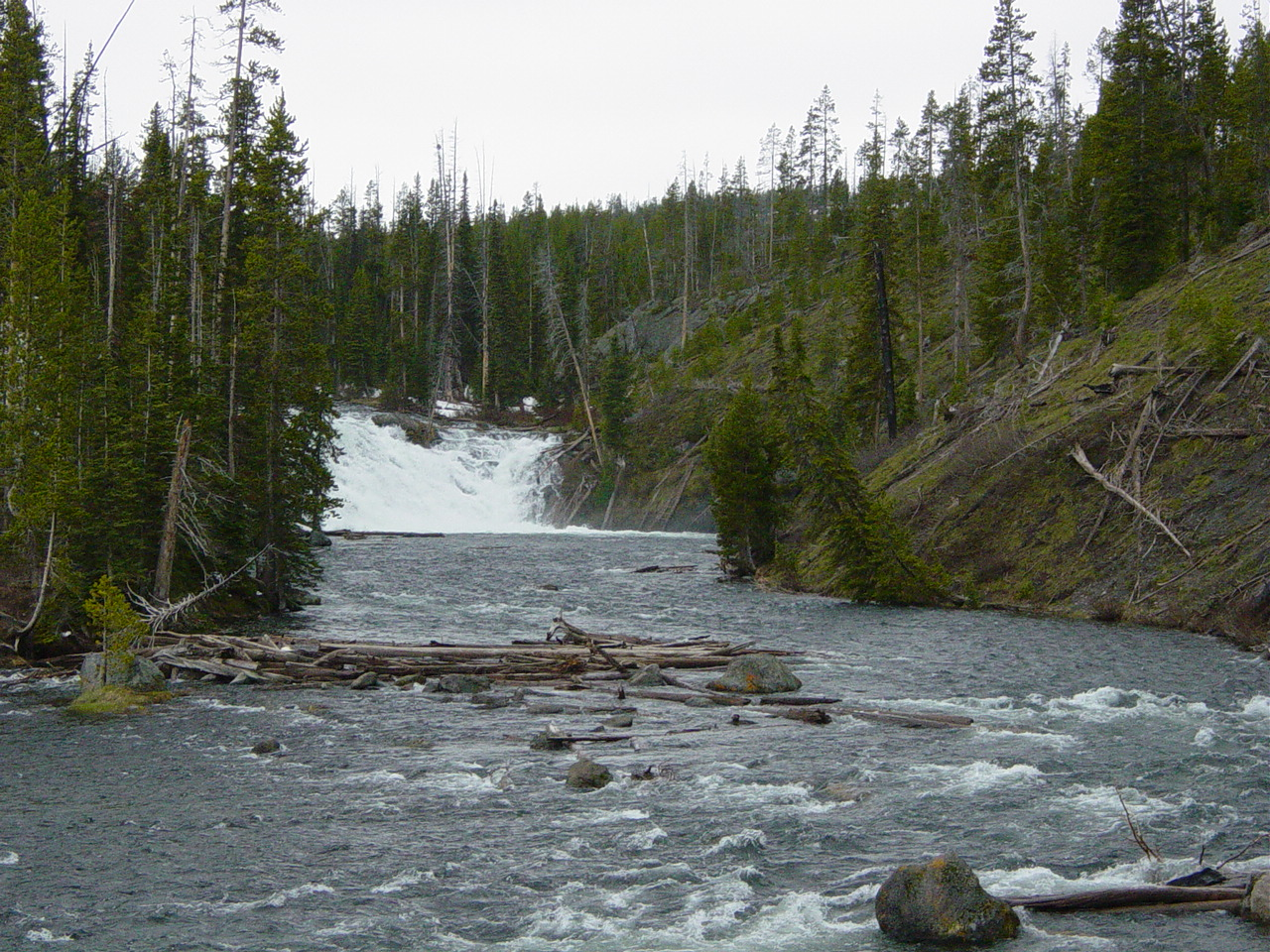
Lewis Falls.